# Auguste Donny
Auguste Donny (Béziers, 1 de janeiro de 1851 — data de morte desconhecida) foi um velejador francês, medalhista olímpico. Ele competiu nas provas de classe 2 – 3 Ton realizadas nos Jogos Olímpicos de Verão de 1900, conquistou a medalha de bronze na segunda corrida disputada a bordo do Mignon 3.